# Споменик Вуку Караџићу (Ваљево)
Споменик Вуку Караџићу у Ваљеву, налази се у улици Вука Караџића, у непосредној близини зграде старе железничке станице.
Споменик Вуку Караџићу је рад вајара Николе Милуновића Коље, урађен у камену пешчару, димензија 6x2,5x2m.